# 科摩林角

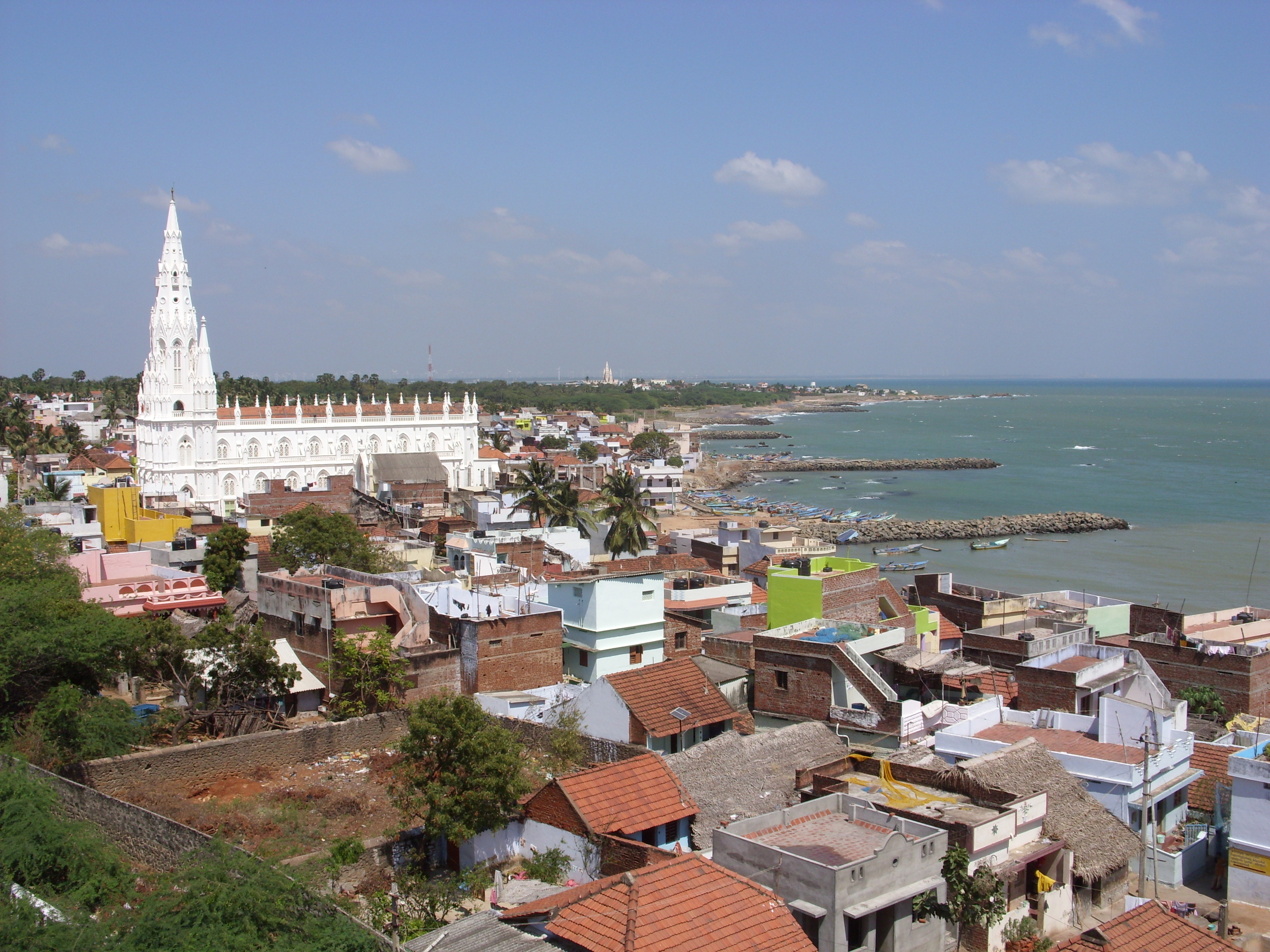
Kanyakumari

科摩林角（Cape Comorin），印度称甘尼亚古马里（Kanyakumari），是印度半岛最南端的城市，是泰米尔纳德邦甘尼亚古马里县的首府。该城是旅游胜地，以三面环海，海水三色而著称。为印度次大陆最南端的的城市。“甘尼亚古马里”意为“处女”，是当地奉祀的女神的名字，被认为是摩诃提毗的化身。
明永乐六年（1408年）至宣德五年（1430年），郑和曾三次奉使访问这里，其王曾派遣使回访，建立友好；《明史·外国列传》这里译作“甘巴里”，是航海路线上的重要站点。